# Аллеи Поля Рике
Аллеи Поля Рике (фр. Allées Paul-Riquet) — главный городской парк города Безье во Франции. Его еще называют «Елисейскими полями» для Безье.

## История
В месте, где сейчас расположены Аллеи Поля Рике, до XVII века были валы и рвы. Парк появился в 1827 году.
Аллеи Поля Рике представляет собой главный парк в городе Безье. Парк расположен на восточной окраине старого города.
На его территории находится бронзовая статуя Полю Рике — основателю Южного канала. Скульптура была создана в 1838 году скульптором Давидом Анжером (фр. David d’Angers).
Каждую пятницу на территории парка работает цветочный рынок.
На территории парка растут платаны.
В 2016 году на территории Аллей Поля Рике проводилась реконструкция. Ремонт был проведен в верхней части парка. Пешеходную зону выложили плиткой, для этого использовали порфир и известняк. В парке появились каменные вазоны для цветов, сделали пандус.
Парк становился местом проведения праздников «Цветущие аллеи», «Праздник энергоресурсов» и спортивных соревнованиях по гандболу, волейболу, бейсболу, баскетболу, боксу и карате. Здесь же проводили полуфинал конкурса красоты «Мисс Лангедок-2015». Конкурсный маршрут велогонщиков на приз мэрии города Безье в 2015 году проходил через Аллеи Поля Рике.
В период с февраля по декабрь 2017 года в парке Аллеи Поля Рике каждый месяц проводилась ярмарка «Книжная аллея», на которой можно было увидеть как раритетные издания, так и современные журналы с комиксами.
В январе 2017 года этот пар был выбран местом проведения «Праздника трюфеля». Было запланировано, что в начале праздника прозвучит звук охотничьего рога. После этого, ярмарка трюфелей будет торжественно открыта. Помимо трюфелей, на этом мероприятии можно встретить и другую продукцию. Принимать участие будут 10 производителей этого региона. В процессе ярмарки запланированы дегустации и показательные выступления сборщиков трюфелей.
В летний период на территории парка проводятся дегустации. Среди предлагаемых товаров — местные вина и разные пищевые продукты. Звучат песни на французском и лангедокском языках, выступают танцевальные коллективы, исполняются джазовые композиции.
9 сентября 2017 года на территории Аллей Поля Рике состоялась общегородская акция «Аллеи ассоциаций города Безье». Во время этого мероприятия должен был состоятся отчет о проделанной работе и разные ассоциации города смогу рассказать про успехи, которые касаются охраны окружающей среды или моментов, связанных с социально-культурной сферой. Во время этого мероприятия должен был выступить мэр города Безье. В программе мероприятия также презентации и спектакли.

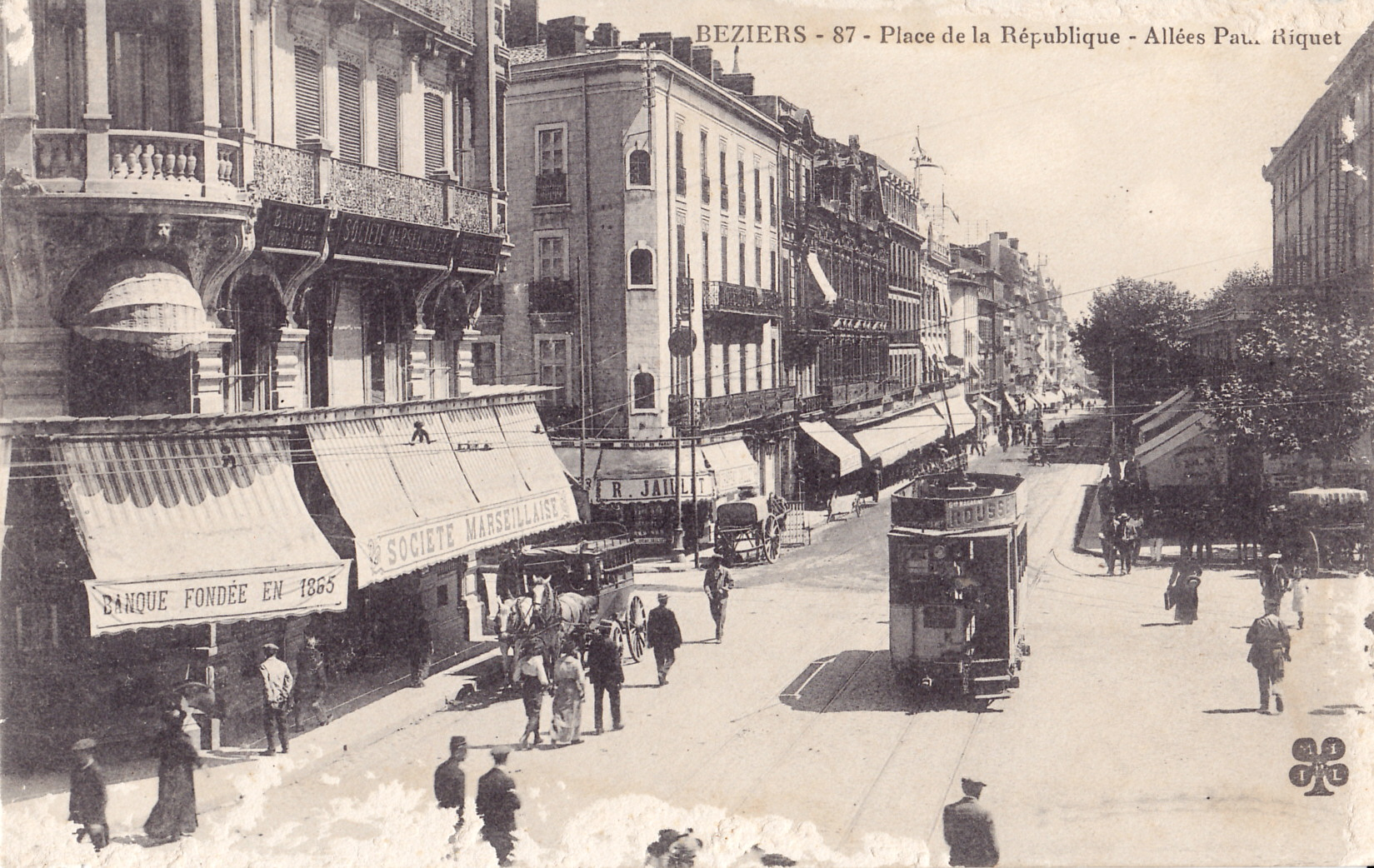
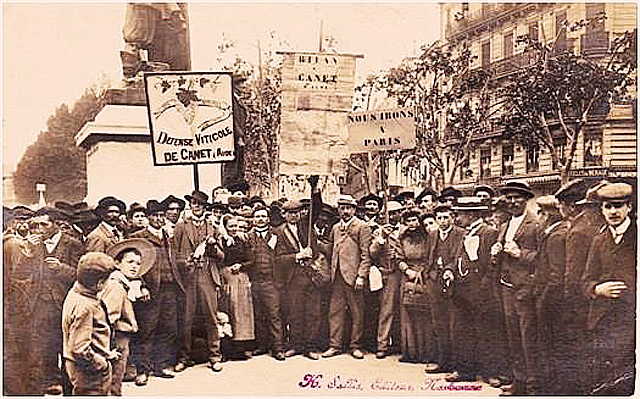
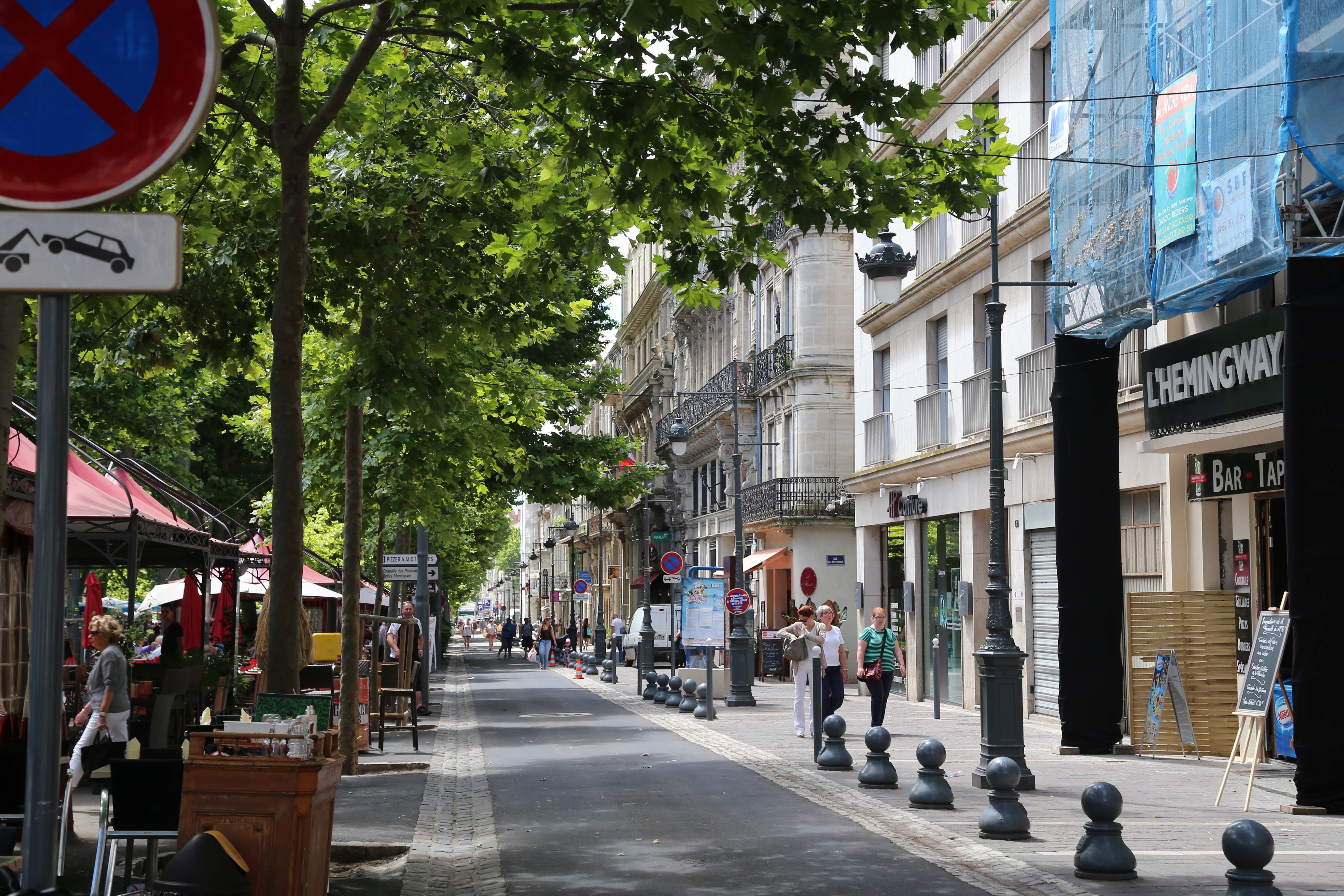
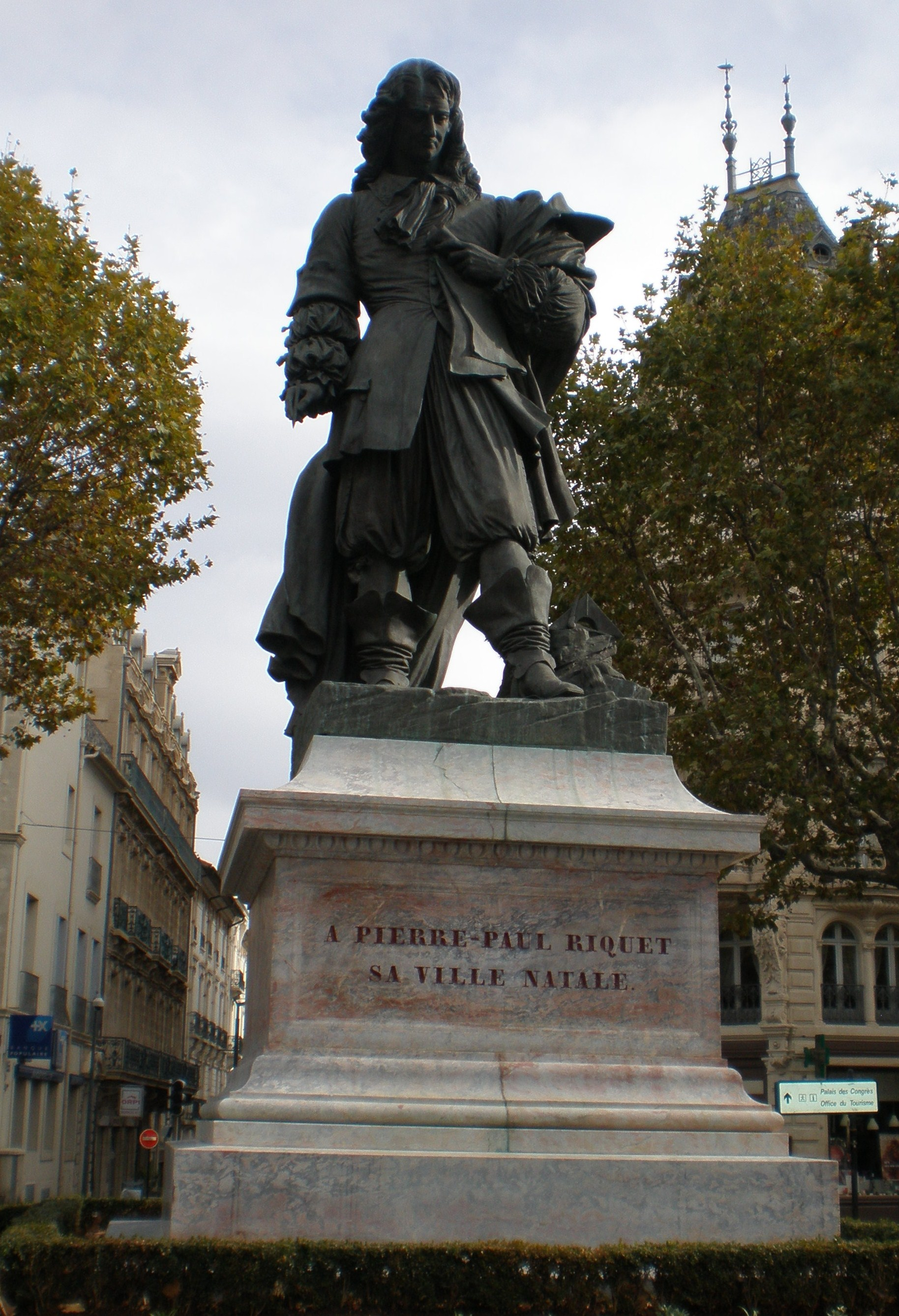
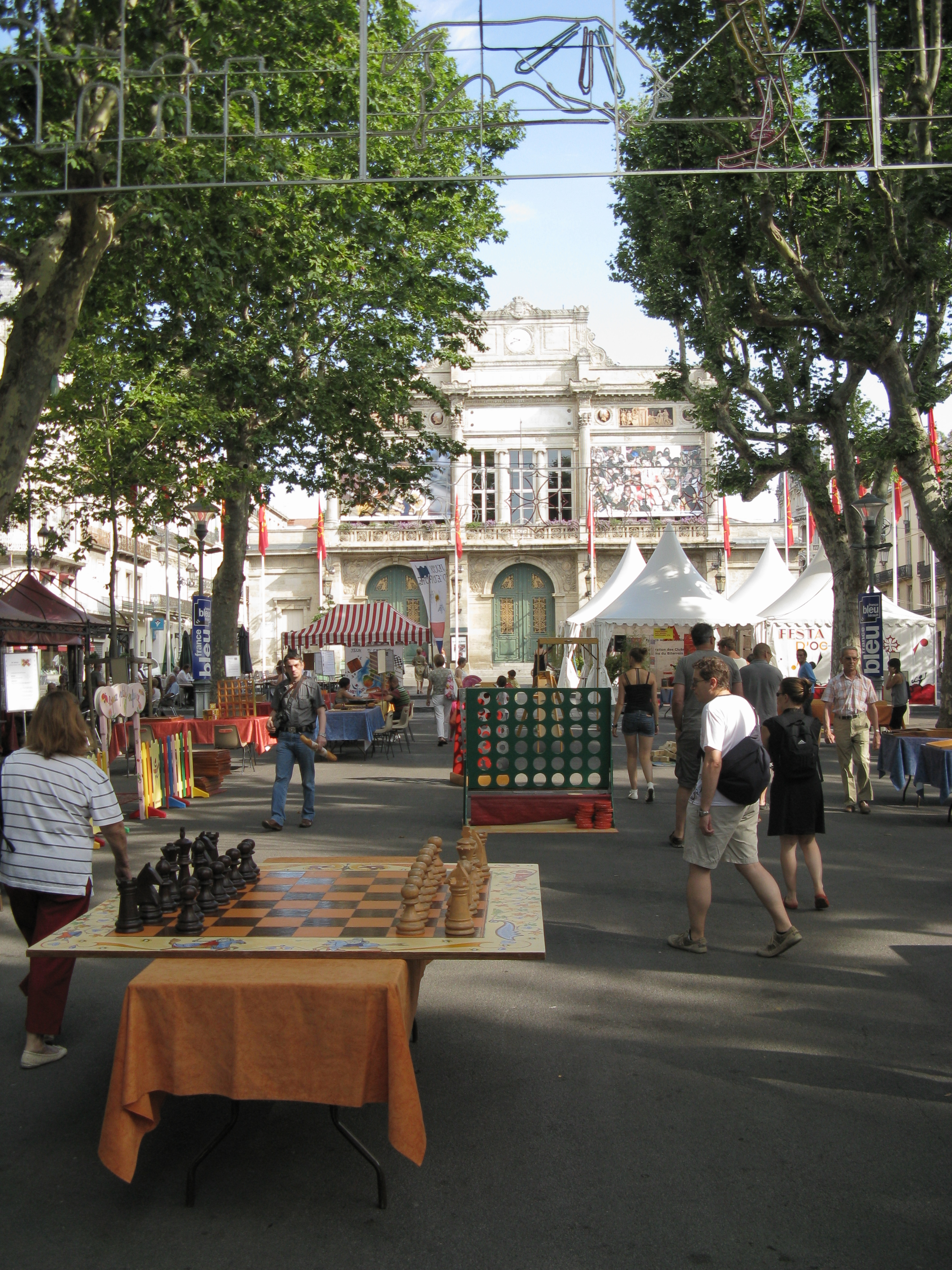
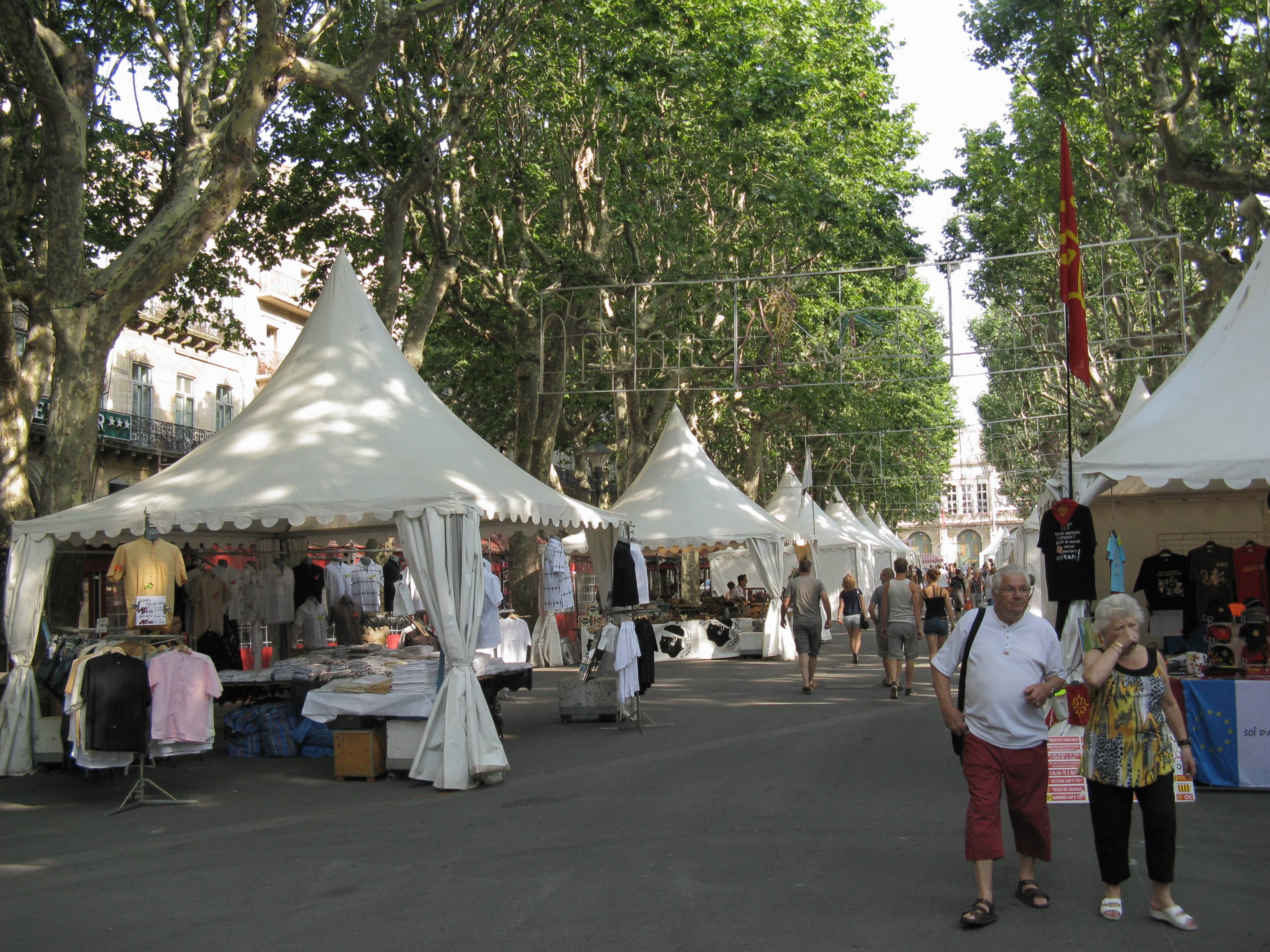
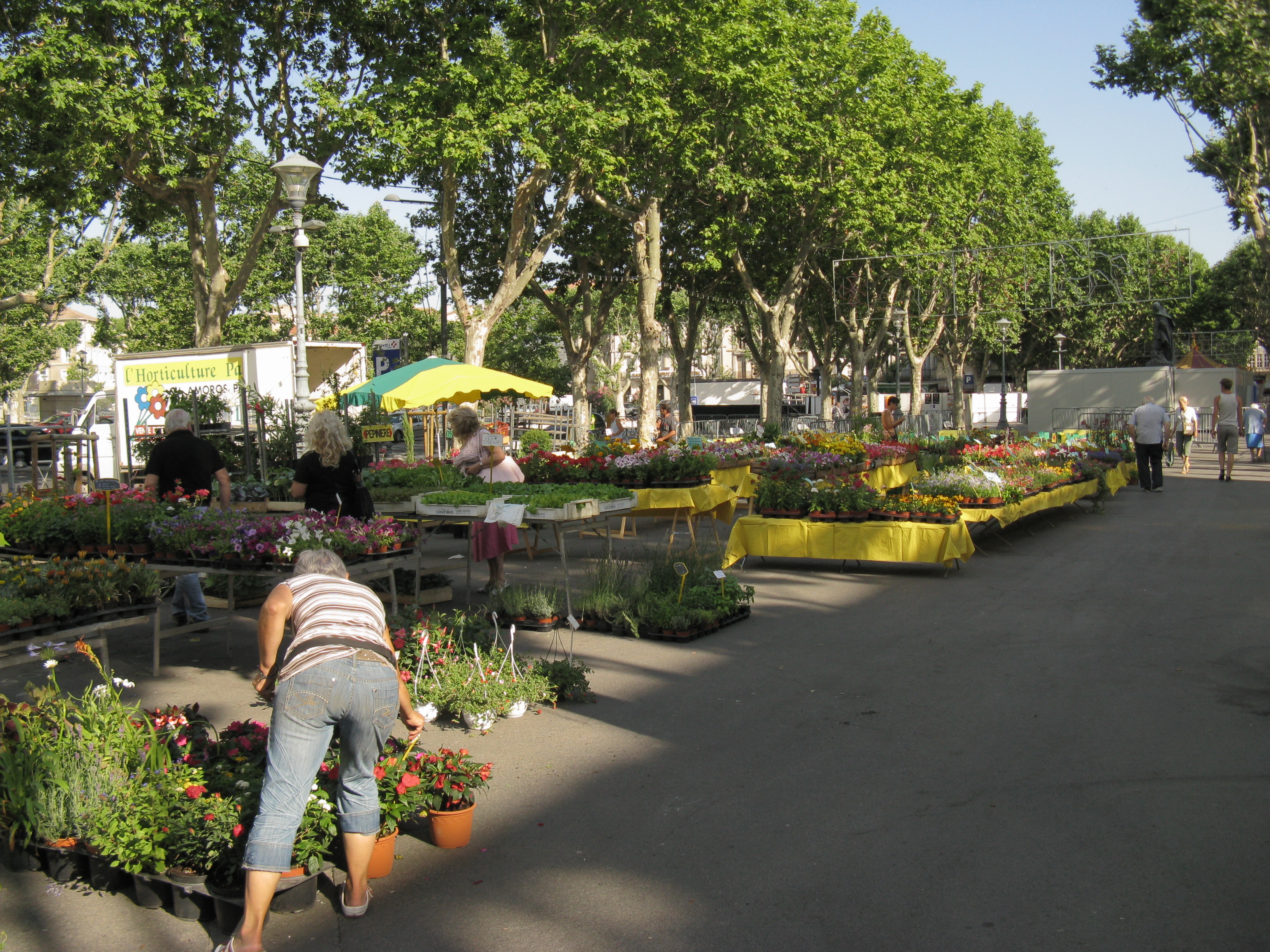
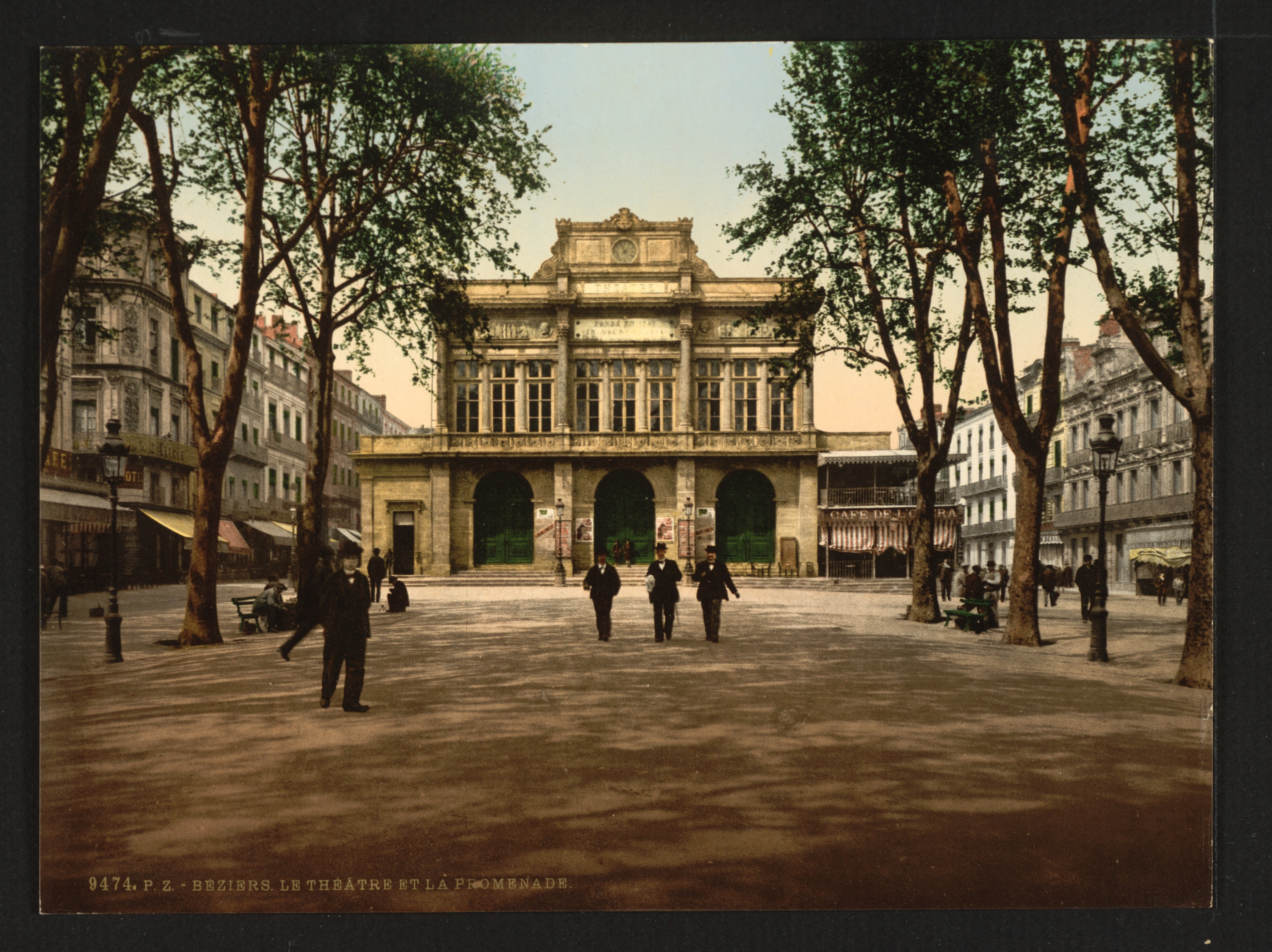